# 迪努瓦地区巴佐什
迪努瓦地区巴佐什（法語：Bazoches-en-Dunois，法語發音：[bazɔʃ ɑ̃ dynwa]）是法国厄尔-卢瓦省的一个市镇，属于沙托丹区。

## 地理
迪努瓦地区巴佐什（48°6'10"N, 1°33'55"E）面积18.68 平方千米，位于法国中央-卢瓦尔河谷大区厄尔-卢瓦省，该省份为法国北部内陆省份，北起顺时针与厄尔省、伊夫林省、埃松省、卢瓦雷省、卢瓦-谢尔省、萨尔特省和奧恩省接壤。
与迪努瓦地区巴佐什接壤的市镇（或旧市镇、城区）包括：瓦里兹、科尔曼维尔、佩龙维尔、吉永维尔、诺通维尔。

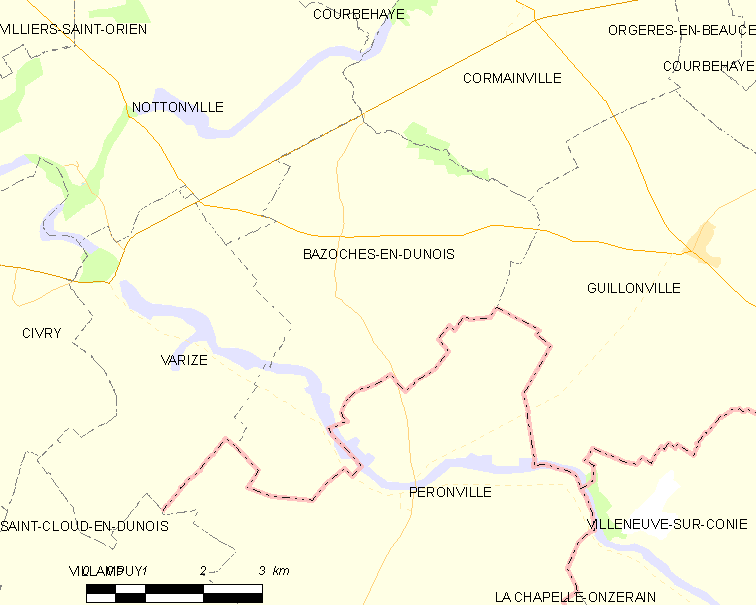
迪努瓦地区巴佐什的OSM定位图

迪努瓦地区巴佐什的时区为UTC+01:00、UTC+02:00（夏令时）。

## 行政
迪努瓦地区巴佐什的邮政编码为28140，INSEE市镇编码为28028。

## 政治
迪努瓦地区巴佐什所属的省级选区为莱维拉日沃韦安县。

## 人口

1962-2008年间迪努瓦地区巴佐什人口变化图示

迪努瓦地区巴佐什于2022年1月1日时的人口数量为262人。